# 安乐街道 (哈尔滨市)
安乐街道是中国黑龙江省哈尔滨市香坊区下辖的一个街道。